# Я — Тянь-Шань (фільм)
«Я — Тянь-Шань» — радянський фільм (1972), виробництво кіностудії «Мосфільм». Знятий за мотивами повісті Чінгіза Айтматова «Топольок мій у червоній косинці».

## Сюжет
Фільм про трагічну любов молодого шофера, що працює на великій трасі між Іссик-Кульської та Тянь-Шаньской (нині Наринської) областями Киргизії. Нині ця траса є частиною дороги Бішкек—Торугарт, провідною в Західний Китай через перевал Торугарт. Основні події відбуваються на перевалі Долон між Нарынским і Кочкорским районами (3030 метрів над рівнем моря) та у місті Рибаче (нині Баликчи).

## У ролях
- Дуйшенбек Байтобетов
- Динара Чочунбаева
- Суйменкул Чокморов
- Назира Мамбетова
- Мухтар Бахтиреєв